# Whisky

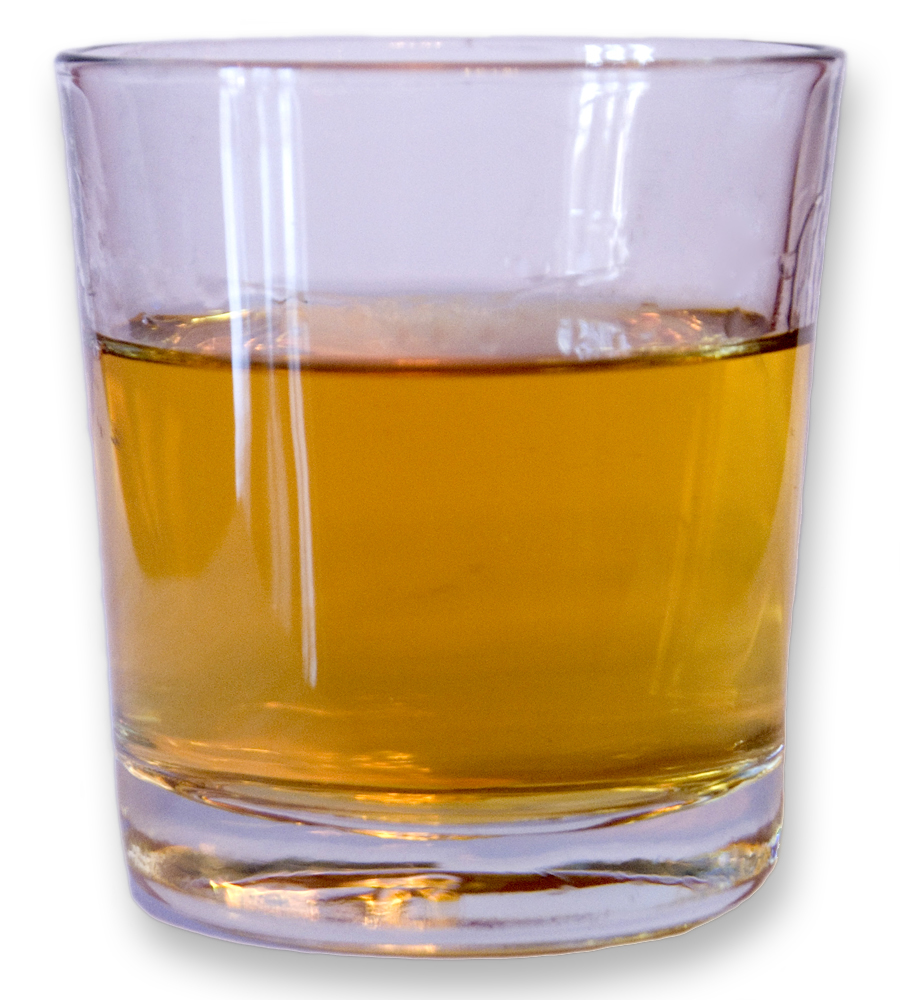
Un pahar cu whisky

Whisky-ul (sau Whiskey) este o băutură alcoolică obținută prin distilarea malțului de orz, secară, grâu și chiar porumb fermentat. Băutura este produsă în mai multe țări, însă în Irlanda și Scoția este produsă încă din 1405 și 1496. Pentru a-și proteja tradiția, Scoția a patentat termenul de „Scotch” (adjectiv englez care înseamnă „scoțian”).
Prin Norma din 17 februarie 2000 cu privire la natura, conținutul, originea, fabricarea, ambalarea, etichetarea, marcarea și calitatea băuturilor alcoolice distilate destinate comercializării, Ministerul Agriculturii și Alimentației din România prevede că Whisky este băutura alcoolică obținută prin distilarea unei plămezi din cereale, după zaharificarea prin diastază a malțului conținut în aceasta, cu sau fără enzime naturale, cu fermentare sub acțiunea drojdiilor și distilarea la 94,8% vol., astfel încât distilatul să aibă o aromă și un gust derivate de la materia primă utilizată, urmat de învechirea minimum 3 ani în butoaie de stejar, a căror capacitate să nu depășească 700 litri.